# Domingo Alberto Sánchez
Domingo Alberto Sánchez (Argentina, 5 de noviembre de 1972) es un exfutbolista y actual entrenador argentino. Actualmente dirige a Real Oruro de la Asociación de Fútbol Oruro.

## Clubes

### Como jugador
| Club                    | País      | Año         |
| ----------------------- | --------- | ----------- |
| Defensa y Justicia      | Argentina | 1989 - 1992 |
| Orcobol                 | Bolivia   | 1992        |
| Guabirá                 | Bolivia   | 1993 - 1995 |
| Independiente Petrolero | Bolivia   | 1996        |
| Universitario de Beni   | Bolivia   | 1996        |
| Atlético Pompeya        | Bolivia   | 1997 - 2000 |

### Como entrenador
| Club                   | País    | Año         |
| ---------------------- | ------- | ----------- |
| Universitario de Beni  | Bolivia | 2002        |
| Primero de Mayo        | Bolivia | 2003        |
| Deportivo Mamoré       | Bolivia | 2003        |
| Primero de Mayo        | Bolivia | 2004        |
| Universitario de Beni  | Bolivia | 2005 - 2007 |
| Destroyers             | Bolivia | 2007        |
| Primero de Mayo        | Bolivia | 2008        |
| Universitario de Beni  | Bolivia | 2009        |
| Primero de Mayo        | Bolivia | 2010        |
| Pedro Marbán           | Bolivia | 2010        |
| Real Mamoré            | Bolivia | 2011        |
| Empresa Minera Huanuni | Bolivia | 2011        |
| Primero de Mayo        | Bolivia | 2012        |
| Empresa Minera Huanuni | Bolivia | 2012 - 2020 |
| San José               | Bolivia | 2021        |
| CDT Real Oruro         | Bolivia | 2022        |

## Palmarés

### Como jugador
Títulos regionales
| Título                       | Club                  | País    | Año  |
| ---------------------------- | --------------------- | ------- | ---- |
| Asociación Beniana de Fútbol | Universitario de Beni | Bolivia | 1996 |
| Asociación Beniana de Fútbol | Atlético Pompeya      | Bolivia | 1997 |
| Asociación Beniana de Fútbol | Atlético Pompeya      | Bolivia | 1998 |
| Asociación Beniana de Fútbol | Atlético Pompeya      | Bolivia | 1999 |

Títulos nacionales
| Título             | Club             | País    | Año  |
| ------------------ | ---------------- | ------- | ---- |
| Copa Simón Bolívar | Atlético Pompeya | Bolivia | 1999 |

### Como entrenador
Títulos regionales
| Título                       | Club                   | País    | Año     |
| ---------------------------- | ---------------------- | ------- | ------- |
| Asociación Beniana de Fútbol | Primero de Mayo        | Bolivia | 2008    |
| Asociación Beniana de Fútbol | Universitario de Beni  | Bolivia | 2009    |
| Asociación de Fútbol Oruro   | Empresa Minera Huanuni | Bolivia | 2012/13 |
| Asociación de Fútbol Oruro   | Empresa Minera Huanuni | Bolivia | 2014/15 |
| Asociación de Fútbol Oruro   | Empresa Minera Huanuni | Bolivia | 2017    |
| Asociación de Fútbol Oruro   | Empresa Minera Huanuni | Bolivia | 2018    |
| Asociación de Fútbol Oruro   | Empresa Minera Huanuni | Bolivia | 2019    |